# Theodor Fahr

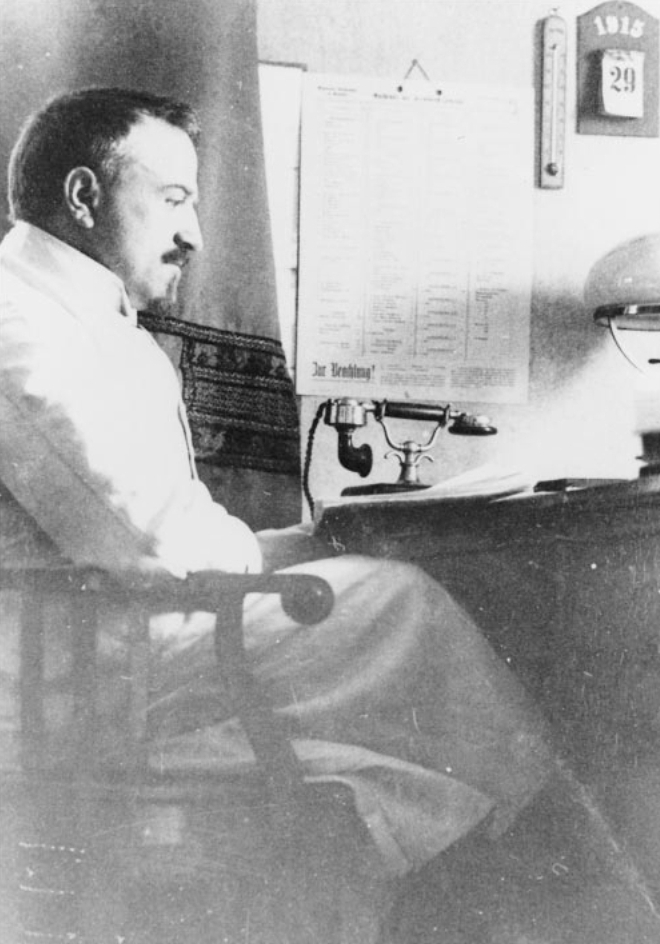
Theodor Fahr, vor 1923

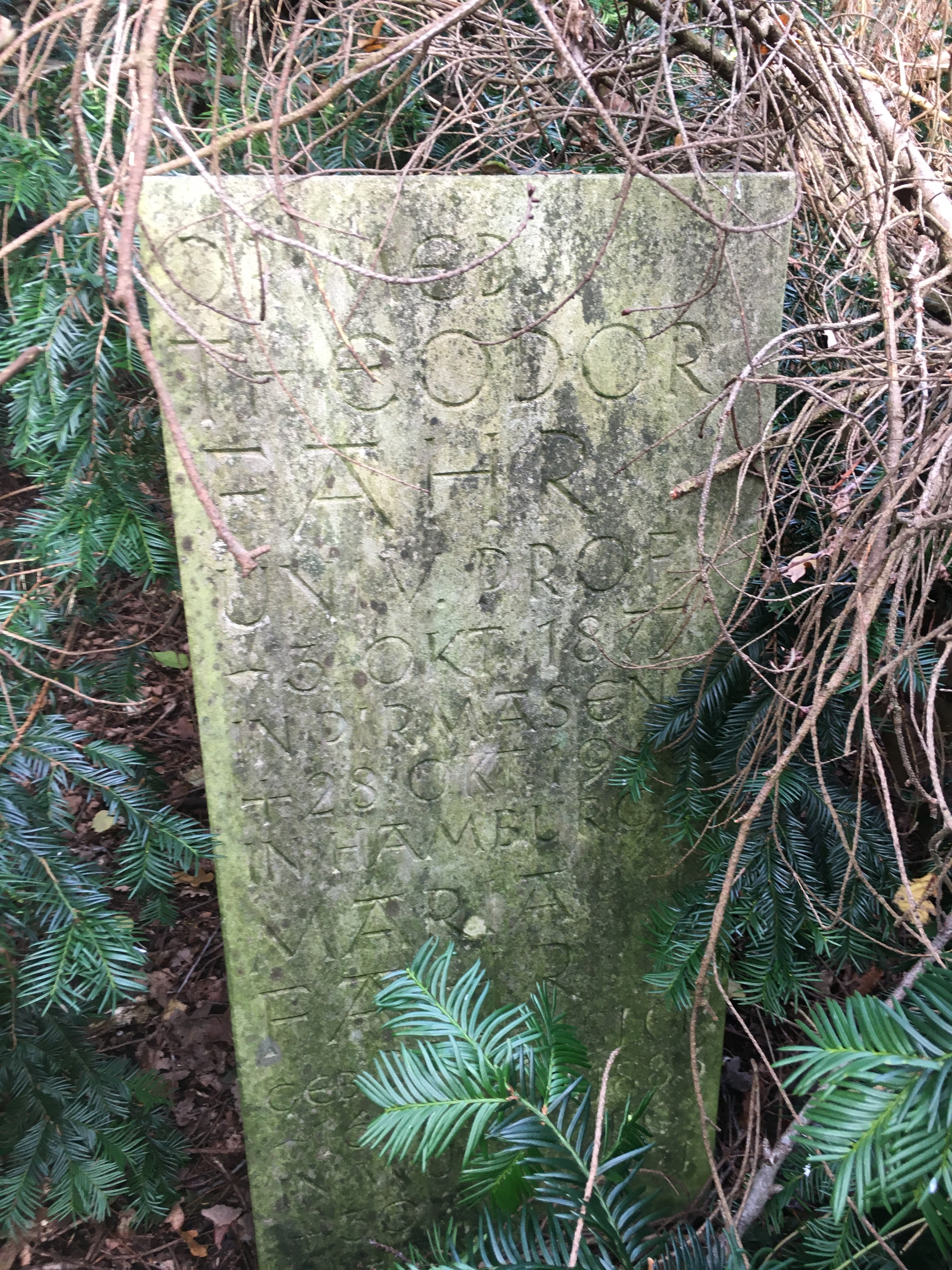
Grabstätte Theodor Fahr auf dem Friedhof Ohlsdorf

Karl Theodor Fahr (* 3. Oktober 1877 in Pirmasens; † 28. Oktober 1945 in Hamburg) war ein deutscher Pathologe und Nephrologe.

## Leben
Theodor Fahr, Sohn des Lederfabrikanten Ernst Fahr, studierte nach dem Besuch des Progymnasiums Pirmasens und des humanistischen Gymnasiums zu Speyer an der Hessischen Ludwigs-Universität in Gießen, an der Ludwig-Maximilians-Universität München, an der  Friedrich-Wilhelms-Universität zu Berlin und an der Christian-Albrechts-Universität zu Kiel Medizin. 1898 wurde er Mitglied des Corps Starkenburgia. Im April 1902 begann er ein Volontariat am pathologischen Institut zu Gießen. 1903 wurde er in Gießen, wo er sich zuvor im Studium der pathologischen Anatomie zugewandt hatte, zum Dr. med. promoviert. Er absolvierte daraufhin seine Assistentenzeit in Hamburg und wurde 1906 Prosektor im dortigen Hafenkrankenhaus. 1909 übernahm er die Leitung des Pathologischen Instituts des Mannheimer Krankenhauses. 1919 wurde er zum a.o. Professor und 1924 zum o. Professor für Pathologie in Hamburg berufen. In der Zeit des Nationalsozialismus unterzeichnete er am 11. November 1933 das Bekenntnis der deutschen Professoren zu Adolf Hitler.
Er beendete sein Leben am 28. Oktober 1945 durch Suizid. Fahr war Mitglied des Academischen Clubs zu Hamburg. Seine letzte Ruhestätte fand Theodor Fahr auf dem Hamburger Friedhof Ohlsdorf im Planquadrat AE 6.

## Forschung
Von 1909 bis 1915 arbeitete er mit dem Kliniker Franz Volhard in Mannheim an einer (neuen) Klassifikation der Krankheiten der Niere. In der umfassenden Schrift Die Bright’sche Nierenkrankheit: Klinik, Pathologie und Atlas (1914) unterschieden sie zwischen degenerativen (Nephrosen), entzündlichen (Nephritis) und arteriosklerotischen (Sklerosen) Nierenerkrankungen. Hinsichtlich der Nephrosklerose wurden eine gutartige und eine bösartige Form unterschieden. Durch die neue Einteilung und Nomenklatur der Nierenkrankheiten durch Volhard und Fahr in Nephrosem, Nephritiden und Nephrosklerosen wurde die Krankheitbezeichnung Morbus Brightii überflüssig.
Im Jahr 1923 äußerte Theodor Fahr bei einer Tagung der  Deutschen Gesellschaft für Pathologie als einer der ersten Wissenschaftler die Vermutung, dass zwischen dem Rauchen und dem Bronchialkarzinom ein ursächlicher Zusammenhang bestehe:

„Als Reiz für die Entstehung des Bronchialkrebses kommt m. E. nur eine chronisch wirkende Schädlichkeit in Betracht, schwerlich eine Vergiftung mit Kampfgasen, viel eher das Inhalieren beim Zigarettenrauchen, welches zweifellos zugenommen hat.“

1931 beschrieb er den Morbus Fahr (auch Fahrsche Krankheit, Fahrsches Syndrom oder Fahrsche Verkalkung); damit wird die idiopathische nicht-arteriosklerotische intrazerebrale Gefäßverkalkung mit einer im ersten bis dritten Lebensjahrzehnt beginnenden progredienten Demenz mit extrapyramidalen und zerebellaren Symptomen, mit Paresen und mit Krampfanfällen bezeichnet. Als Fahrsche Nephrosklerose oder Fahr-Volhard-Nephrosklerose wurde die maligne Form der Nephrosklerose bezeichnet. Um 1951 beschrieben dann Zollinger (Zürich 1950) und G. W. Pickering (London 1952) Übergänge von der Arteriolosklerose (mit relativ gutartiger Hypertonie) zur gefährlicheren Arteriolonekrose (mit maligner Nephrosklerose Fahr).

## Ehrung
In Hamburg-Langenhorn ist seit 1961 eine Straße nach ihm benannt.

## Veröffentlichungen (Auswahl)
Ausführliche Zusammenstellungen von 29 seiner Veröffentlichungen finden sich in den Literaturverzeichnissen im achten Band der vierten Auflage des Handbuches der inneren Medizin, Springer-Verlag, Berlin / Göttingen / Heidelberg 1951, S. 288, 499, 731 und 835 f. Im Namensverzeichnis des zweiten Teils des sechsten Bandes der zweiten Auflage dieses Handbuches fand sich 1931 auf Seite 2085 der Name Theodor Fahr 215-mal.
- mit Franz Volhard: Die Bright’sche Nierenkrankheit: Klinik, Pathologie und Atlas. Springer-Verlag, Berlin 1914, doi:10.1007/978-3-662-26316-7.
- Über atypische Befunde aus den Kapiteln des Morbus Brightii nebst anhangsweisen Bemerkungen zur Hypertoniefrage. In: Virchows Archiv für pathologische Anatomie. Band 248, 1924, S. 323–336.
- Kreislaufstörungen der Niere. In: Friedrich Henke, Otto Lubarsch (Hrsg.): Handbuch der speziellen pathologischen Anatomie und Histologie. 6. Band, 1. Teil („Niere“), Springer-Verlag, Berlin 1925, S. 121–155.
- Pathologische Anatomie des Morbus Brightii. In: Friedrich Henke, Otto Lubarsch (Hrsg.): Handbuch der speziellen pathologischen Anatomie und Histologie. 6. Band, 1. Teil („Niere“), Springer-Verlag, Berlin 1925, S. 156–472.
- mit Otto Lubarsch: Die Nierengewächse. In: Friedrich Henke, Otto Lubarsch (Hrsg.): Handbuch der speziellen pathologischen Anatomie und Histologie. 6. Band („Harnorgane – Männliche Geschlechtsorgane“, bearbeitet von Theodor Fahr, Georg B. Gruber, Max Koch, Otto Lubarsch, O. Stoerk), 1. Teil („Niere“), S. 587–720, Springer-Verlag, Berlin 1925, 792 Seiten.